# Rob Woestenborghs
Rob Woestenborghs (* 30. August 1976 in Turnhout, Belgien) ist ein ehemaliger belgischer Duathlet. Er ist zweifacher Duathlon-Weltmeister auf der Kurzdistanz (2008, 2013) sowie auf der Langdistanz (2013) und Duathlon-Europameister auf der Kurzdistanz (2014) und Langdistanz (2014).

## Werdegang
Rob Woestenborghs begann seine sportliche Laufbahn in der Leichtathletik.

Nach seinen sportlichen Anfängen in der Leichtathletik begann er mit dem Radsport und nahm in den folgenden Jahren an verschiedenartigen Wettkämpfen, insbesondere im Duathlon, Crossduathlon und Winterduathlon teil.

### Weltmeister Duathlon Kurzdistanz 2008
Sein erster großer internationaler Erfolg war der Gewinn der Duathlonweltmeisterschaft auf der Kurzstrecke in Rimini im September 2008, wenngleich er ein Jahr auf die Zuerkennung des Weltmeistertitels warten musste: Auf der Radstrecke kollidierte Rob Woestenborghs mit seinem Landsmann Jurgen Dereere. Rob Woestenborghs beendete das Rennen vor dem Briten Paul Amey. Nach dem Rennen focht Jurgen Dereere das Ergebnis an, worauf sowohl Woestenborghs und Dereere wegen gefährlicher Fahrweise ohne Einspruchsmöglichkeit von der Internationalen Triathlon Union disqualifiziert wurden und zunächst Paul Amey den Weltmeistertitel erhielt. Die Disqualifikation Rob Woestenborghs wurde im Oktober 2009 vom Internationalen Sportgerichtshof beanstandet, woraufhin die Internationale Triathlon Union abermals ihre Ergebnislisten korrigierte und Rob Woestenborghs letztlich den Weltmeistertitel zuerkannte.
2009 wechselte Rob Woestenborghs vorübergehend in den Radsport. Für die bulgarische Mannschaft Cycling Club Bourgas nahm er an Rennen zur UCI Europe Tour teil. Ein schwerer Sturz beim Omloop der Kempen zwang ihn zu einer längeren Verletzungspause und beendete seinen Ausflug in den Profi-Radsport.

### Weltmeister Duathlon Kurzdistanz 2013
Mit einem zweiten Platz beim Powerman Zofingen kehrte Rob Woestenborghs Ende 2012 in die Weltspitze des Duathlonsports zurück und im Juli 2013 wurde er in den Niederlanden zum zweiten Mal Duathlon-Weltmeister auf der Kurzstrecke.
Rob Woestenborghs wurde als Sportler von der flämischen Sportbehörde Bloso unterstützt und ist heute als Osteopath tätig. Er ist Vater von zwei Kindern und lebt mit seiner Familie in Oudenaarde.

## Sportliche Erfolge
| Datum/Jahr    | Rang | Wettbewerb                           | Austragungsort | Zeit     | Bemerkung                                    |
| ------------- | ---- | ------------------------------------ | -------------- | -------- | -------------------------------------------- |
| 24. Aug. 2014 | 1    | ETU Duathlon European Championships  | Weyer          | 01:51:49 | Europameister Duathlon beim Powerman Austria |
| 31. Mai 2014  | 6    | ITU Duathlon World Championships     | Pontevedra     | 01:52:35 | ITU Duathlon-Weltmeisterschaft               |
| 27. Juli 2013 | 1    | ITU Duathlon World Championships     | Cali           | 01:43:39 | ITU Duathlon-Weltmeister (Kurzstrecke)       |
| 22. Sep. 2012 | 12   | ITU Duathlon World Championships     | Nancy          | 01:41:57 |                                              |
| 26. Sep. 2010 | 1    | BEL Belgische Duathlon-Meisterschaft | Wetteren       | 01:47:49 | Belgischer Duathlonmeister                   |
| 3. Sep. 2010  | 2    | ITU Duathlon World Championships     | Edinburgh      | 01:50:23 | ITU Duathlon-Vizeweltmeister (Kurzstrecke)   |
| 27. Sep. 2008 | 1    | ITU Duathlon World Championships     | Rimini         | 01:47:37 | ITU Duathlon-Weltmeister (Kurzstrecke)       |
| 24. Mai 2008  | 7    | ETU Duathlon European Championships  | Serres         | 01:45:45 |                                              |
| 26. Juni 2007 | 2    | ETU Duathlon European Championships  | Edinburgh      | 01:56:53 | ETU Duathlon-Vizeeuropameister (Kurzstrecke) |
| 20. Mai 2007  | 11   | ITU Duathlon World Championships     | Győr           | 01:41:58 |                                              |
| 7. Okt. 2006  | 13   | ETU Duathlon European Championships  | Rimini         | 01:55:08 |                                              |
| 29. Juli 2006 | 3    | ITU Duathlon World Championships     | Corner Brook   | 01:51:05 |                                              |
| 25. Sep. 2005 | 6    | ITU Duathlon World Championships     | Australien     | 01:58:07 |                                              |
| 30. Mai 2004  | 24   | ITU Duathlon World Championships     | Geel           | 01:45:58 |                                              |

| Datum/Jahr    | Rang | Wettbewerb                                                 | Austragungsort    | Zeit     | Bemerkung                                                         |
| ------------- | ---- | ---------------------------------------------------------- | ----------------- | -------- | ----------------------------------------------------------------- |
| 12. Apr. 2015 | 3    | ETU Powerman Long Distance Duathlon European Championships | Horst aan de Maas | 02:27:00 | Duathlon-Europameisterschaft Langdistanz                          |
| 7. Sep. 2014  | 14   | ITU Long Distance Duathlon World Championships             | Zofingen          |          |                                                                   |
| 13. Apr. 2014 | 1    | ETU Powerman Long Distance Duathlon European Championships | Horst aan de Maas | 02:43:34 | Duathlon-Europameister Langdistanz                                |
| 8. Sep. 2013  | 1    | ITU Long Distance Duathlon World Championships             | Zofingen          | 06:21:39 | Duathlon-Weltmeister                                              |
| 21. Apr. 2013 | 2    | ETU Powerman Long Distance Duathlon European Championships | Horst aan de Maas | 02:40:40 | Duathlon-Europameisterschaft                                      |
| 2. Sep. 2012  | 2    | ITU Long Distance Duathlon World Championships             | Zofingen          | 06:12:34 | ITU Duathlon-Vizeweltmeister (Langstrecke) beim Powerman Zofingen |
| 21. Okt. 2007 | 9    | ITU Long Distance Duathlon World Championships             | Richmond          | 03:18:37 |                                                                   |
| 28. Mai 2006  | 4    | ITU Long Distance Duathlon World Championships             | Fredericia        | 03:40:37 |                                                                   |

(DNF – Did Not Finish)